# Acer griseum
Acer griseum (paperbark maple; giản thể: 血皮枫; phồn thể: 血皮楓; bính âm: xuè pí fēng) là một loài thực vật có hoa trong họ Bồ hòn. Loài này được (Franch.) Pax mô tả khoa học đầu tiên năm 1902.

## Liên kết ngoài

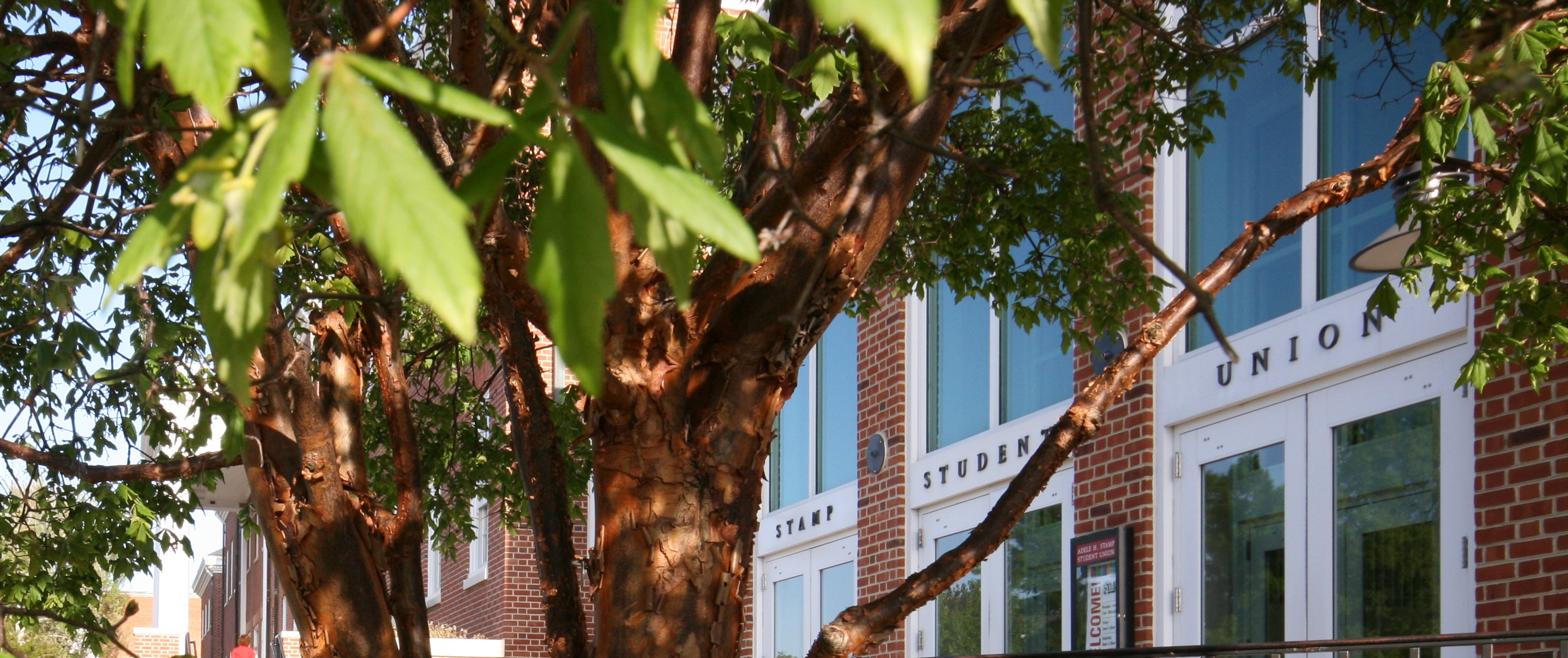
Acer griseum at the University of Maryland Arboretum & Botanical Garden in front of Adele H. Stamp Student Union
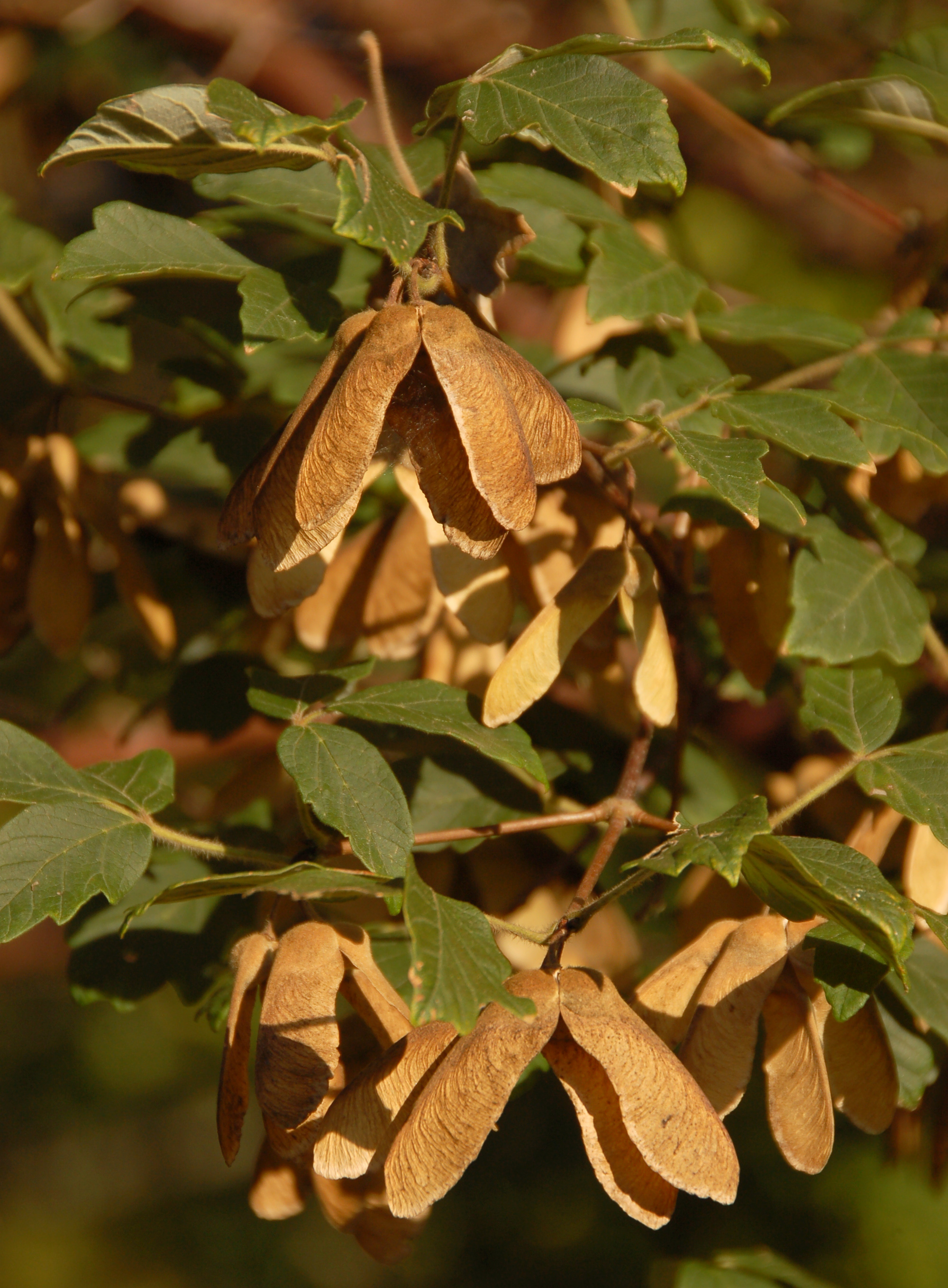
Foliage and seeds
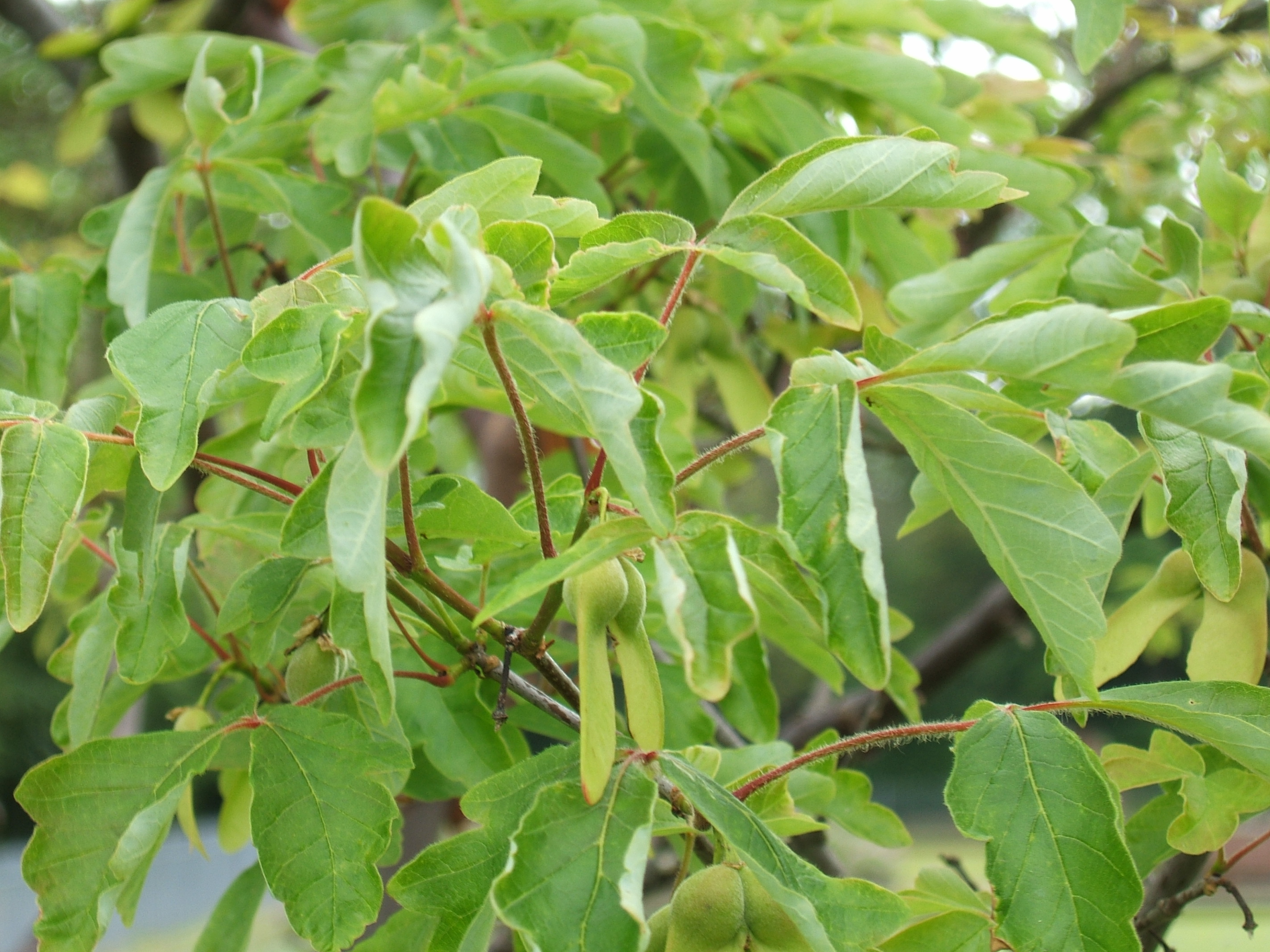
Foliage and immature seeds
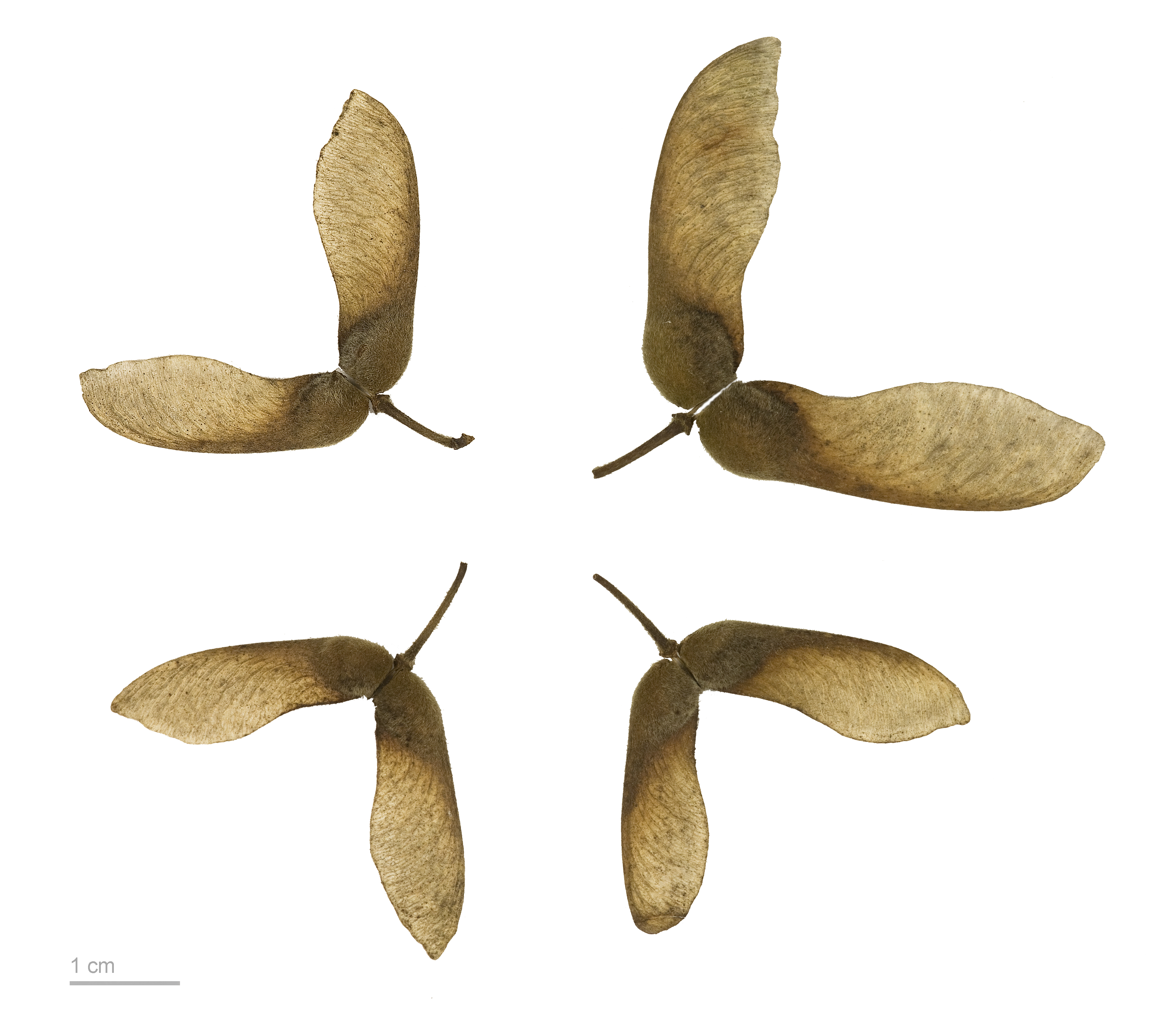
Acer griseum - MHNT
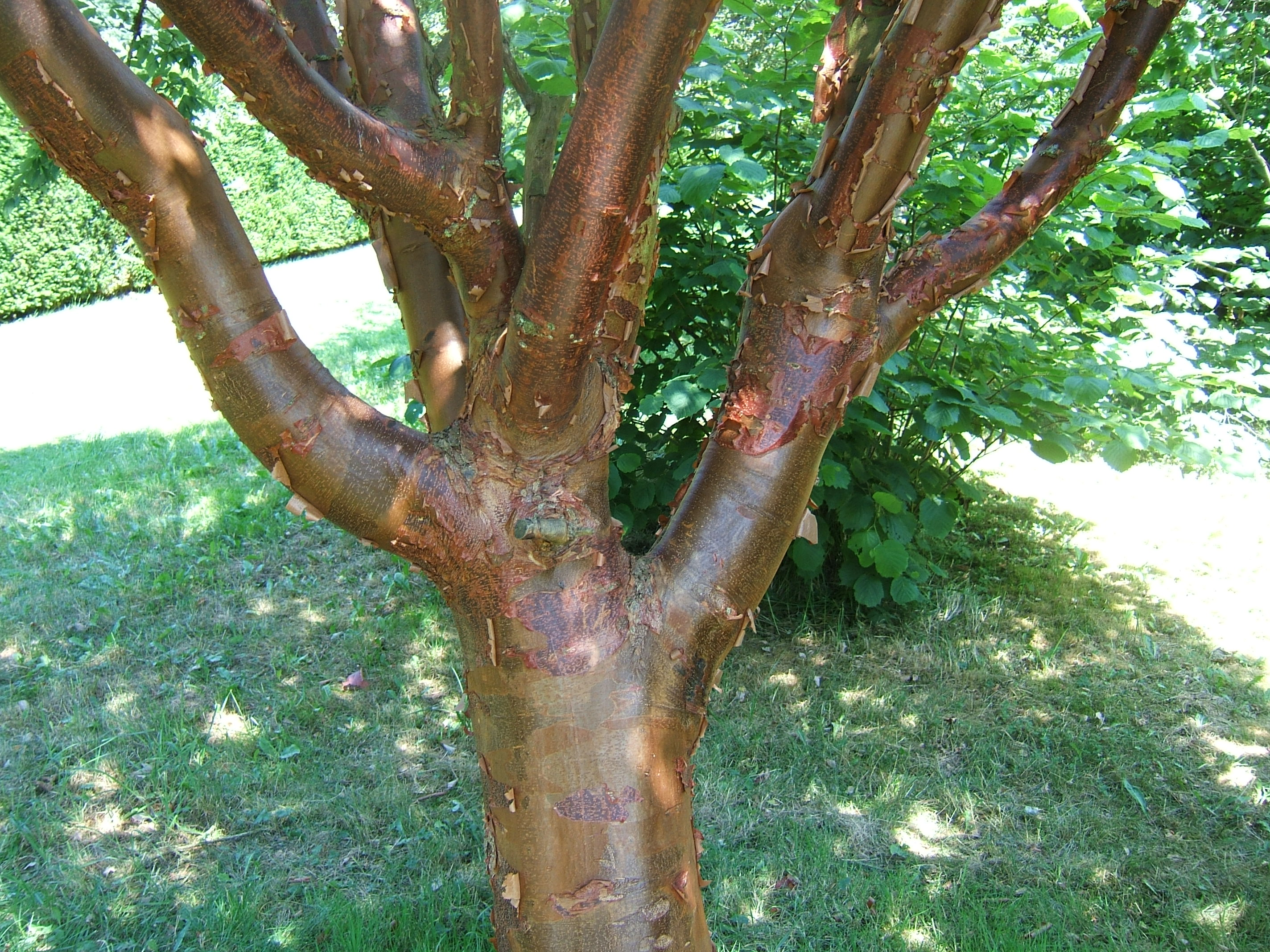
Trunk

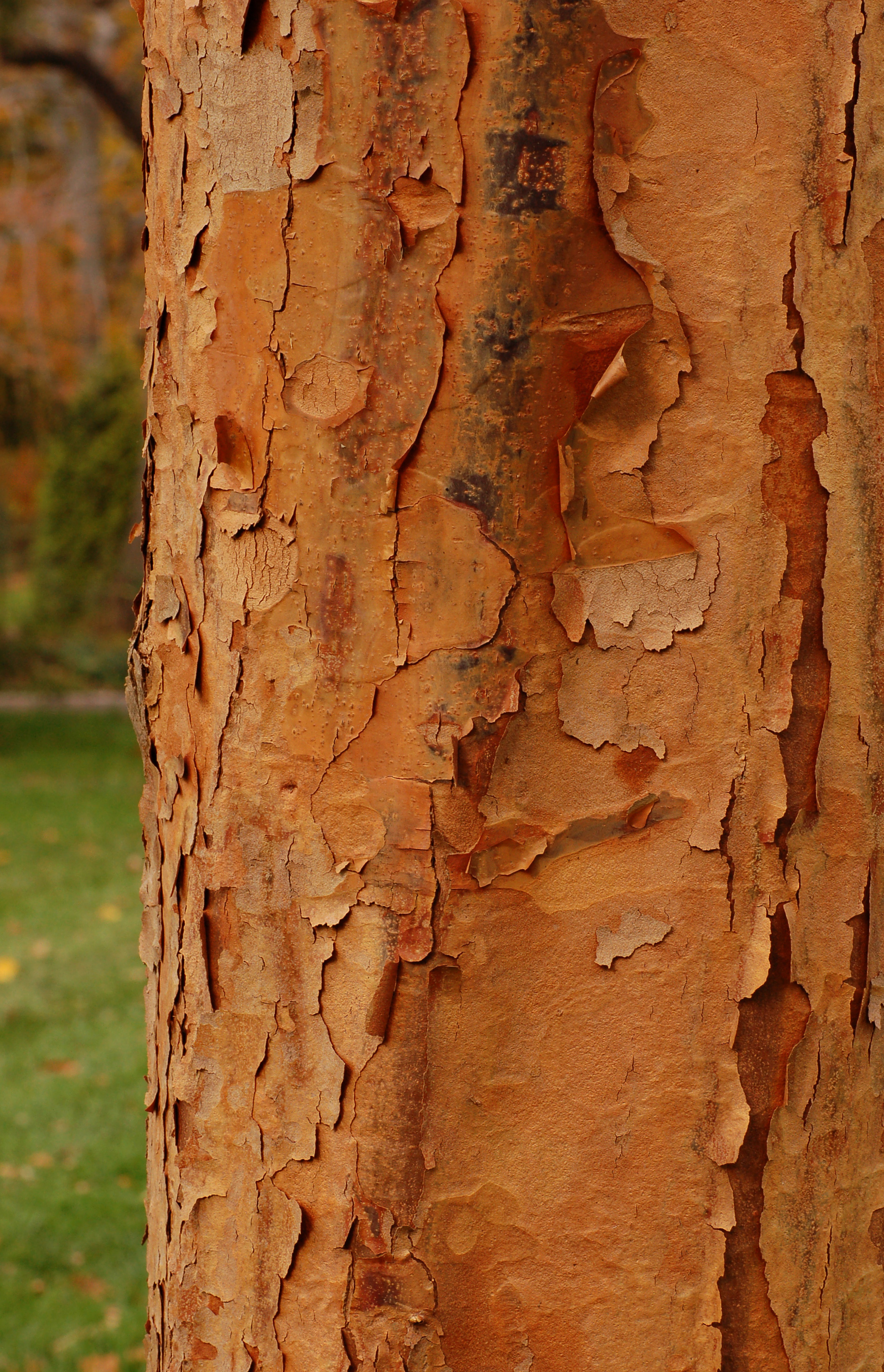
Bark
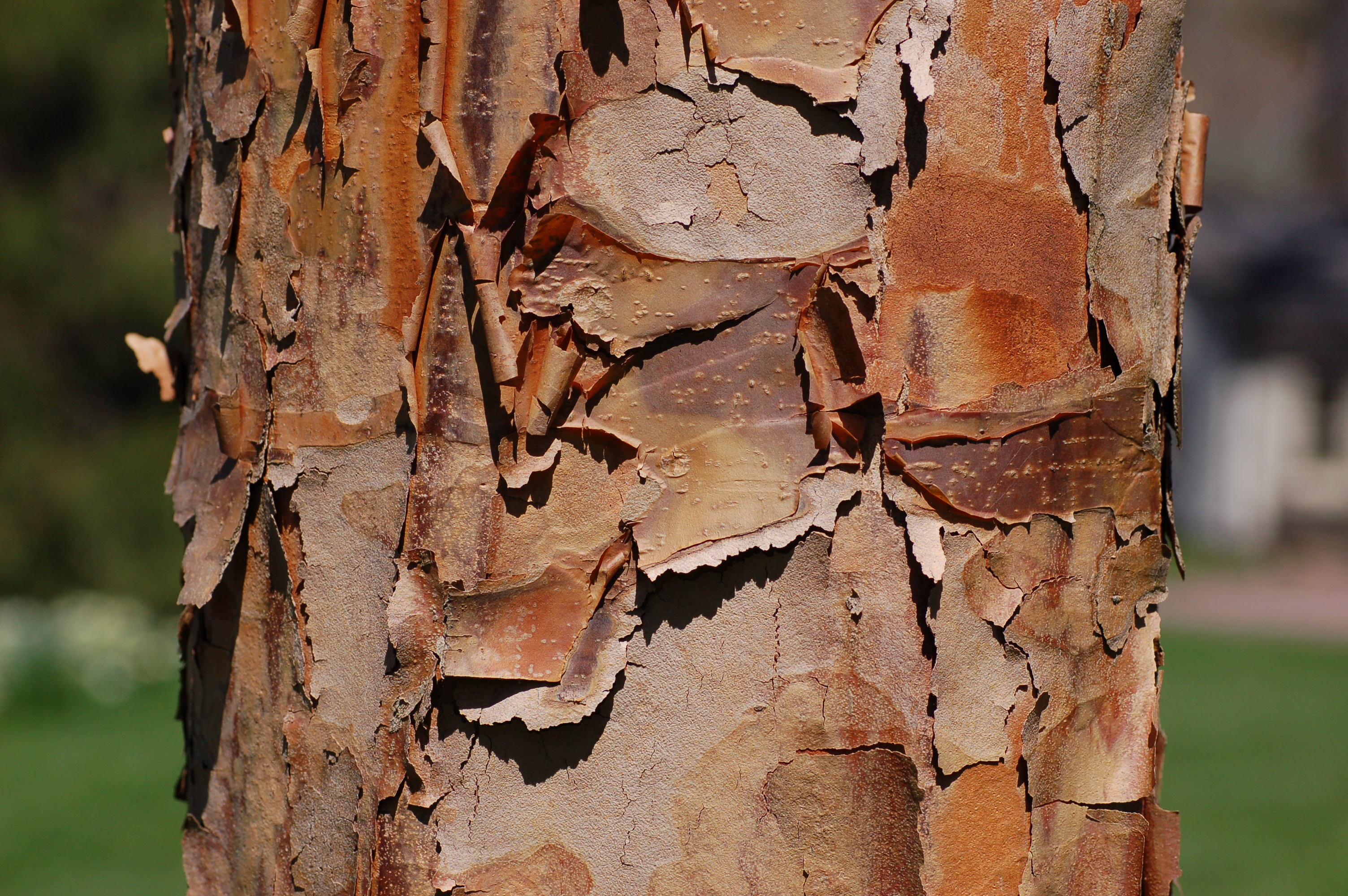
Bark
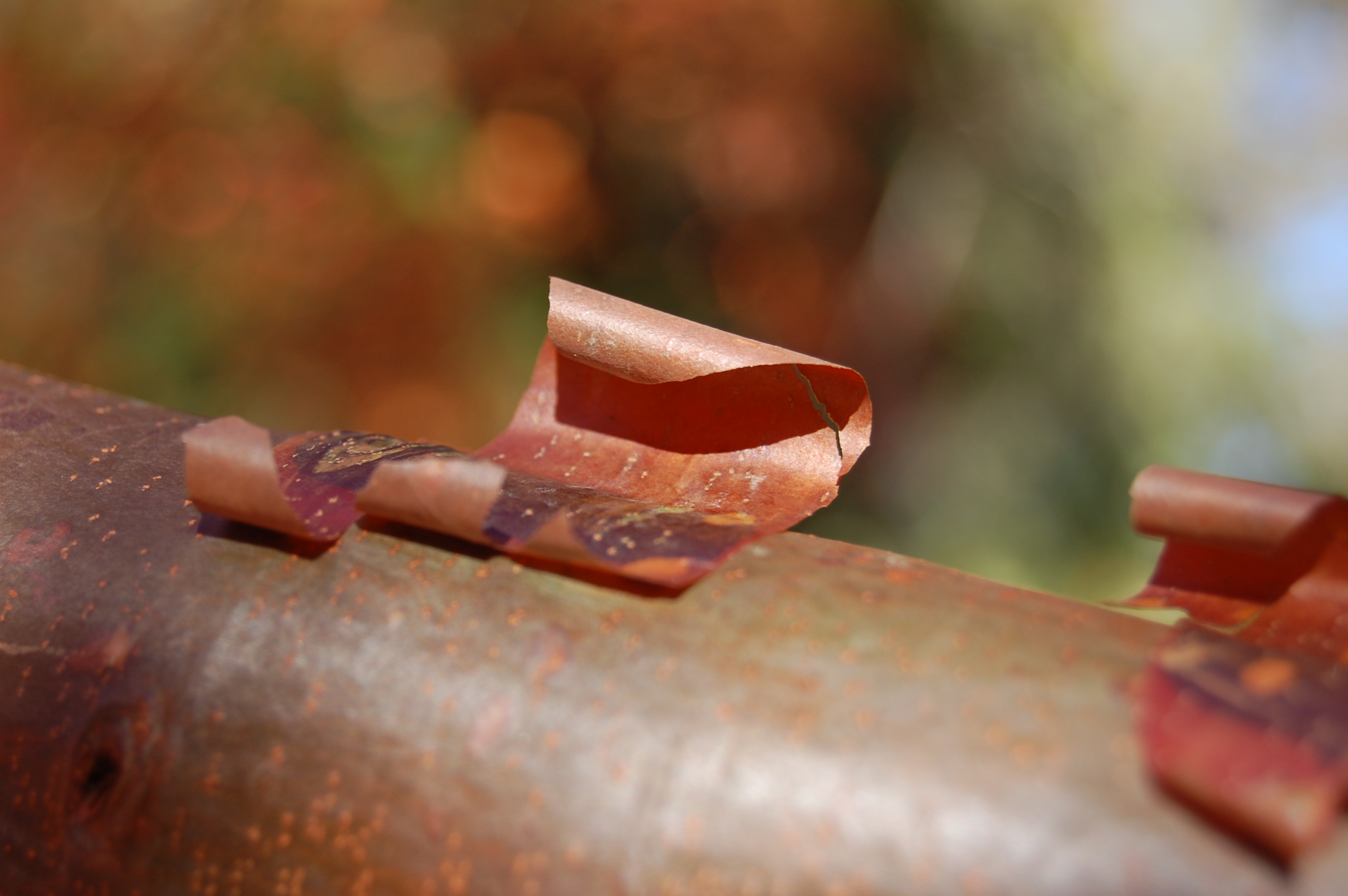
Bark closeup